# Propulsione nucleare ad impulso
La propulsione nucleare ad impulso è un metodo di propulsione spaziale che utilizza una serie di esplosioni nucleari per produrre una spinta di un veicolo spaziale. 
Il metodo fu proposto da Stanisław Ulam nel 1947 e negli anni cinquanta e anni sessanta fu oggetto di studi avanzati nell'ambito del Progetto Orione. In seguito furono proposti altri progetti basati su questo tipo di propulsione, tra cui il Progetto Dedalo.

## Progetto Orione

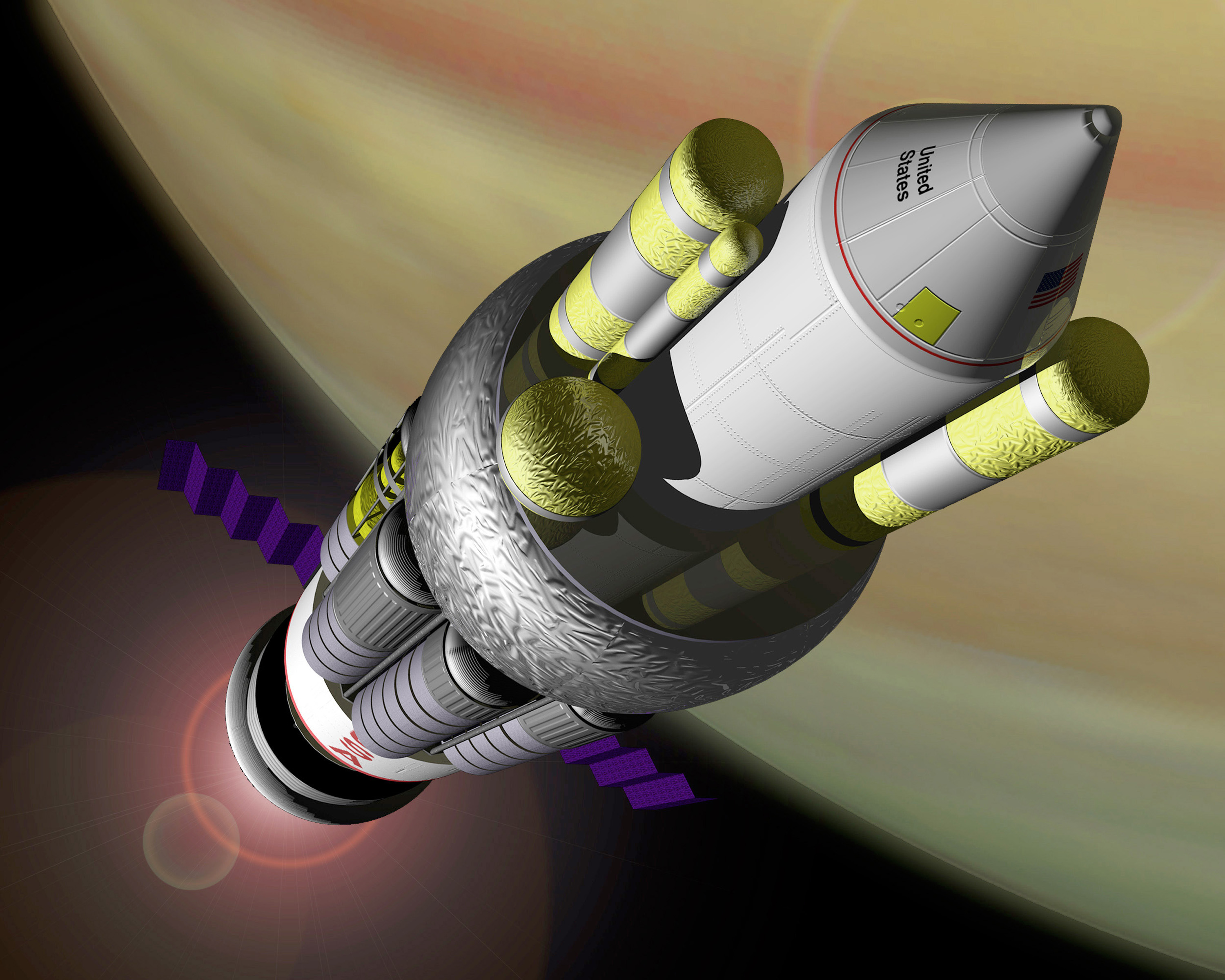
Il progetto Orione

Il Progetto Orione è stato il primo serio tentativo di progettare un veicolo spaziale a propulsione nucleare ed è stato portato avanti tra il 1950 e il 1963 dalla General Atomics con il sostegno della DARPA.
Il veicolo spaziale avrebbe dovuto essere costituito da un razzo recante alla base un grande disco metallico montato su un sistema di ammortizzatori; al centro del disco doveva esservi un'apertura per il rilascio all'esterno di piccole bombe atomiche a fissione. Le onde d'urto create in successione dalle esplosioni di ciascuna bomba avrebbero colpito il disco e fornito la spinta all'astronave. I progettisti sostenevano che con questo tipo di propulsione sarebbe stato possibile raggiungere Marte in un mese e Saturno in sette mesi. Il razzo avrebbe dovuto decollare da terra ed era previsto che avrebbe usato cariche di piccola potenza nell'atmosfera terrestre e cariche più potenti nello spazio.
Vi furono perplessità di natura etica per il rilascio di particelle radioattive nell'atmosfera, finché il progetto venne cancellato a seguito del trattato internazionale che mise al bando gli esperimenti nucleari nell'atmosfera.

## Progetto Dedalo
Il Progetto Dedalo è uno studio condotto fra il 1973 e il 1978 dalla British Interplanetary Society per realizzare un'astronave per viaggi interstellari senza equipaggio umano. A differenza del Progetto Orione, il Progetto Dedalo prevede l'uso di esplosioni generate dalla fusione nucleare anziché dalla fissione. L'energia sarebbe fornita da pastiglie composte da una miscela di deuterio ed elio 3, che sarebbero fatte esplodere in successione in una camera di reazione da fasci di elettroni; l'energia provocata dalle esplosioni sarebbe confinata da campi magnetici e canalizzata su una piastra posta sul retro dell'astronave, in modo da provocare la spinta del veicolo spaziale. L'astronave verrebbe costruita in orbita attorno alla Terra, evitando i rischi di inquinamento radioattivo a seguito del lancio dalla superficie terrestre. Secondo i progettisti, l'astronave potrebbe raggiungere un decimo della velocità della luce, pertanto un viaggio verso la Stella di Barnard distante 5,9 anni luce sarebbe realizzabile in 50 anni.
Dal punto di vista della fattibilità, la realizzazione di un sistema efficiente di fusione a confinamento inerziale per il Progetto Dedalo è considerata al di sopra delle possibilità offerte dalla tecnologia attuale.

## Progetto Longshot
Il Progetto Longshot è uno studio condotto nella seconda metà degli anni ottanta dalla NASA in collaborazione con l'U.S. Naval Academy. In pratica è una variante del Progetto Dedalo, derivante dall'idea che il previsto sistema di fusione nucleare a confinamento inerziale non potrebbe alimentare contemporaneamente in modo efficace i motori a razzo e gli altri sistemi dell'astronave; per superare l'inconveniente, è previsto che tali sistemi siano alimentati da un reattore nucleare convenzionale. Il peso del reattore ridurrebbe l'efficienza della spinta, per cui la velocità dell'astronave potrebbe raggiungere il 4,5% della velocità della luce anziché il 10% previsto dal Progetto Dedalo. Con un'astronave realizzata secondo il Progetto Longshot un viaggio verso Alpha Centauri, la stella più vicina al nostro sistema solare, durerebbe circa 100 anni.

## Progetto VISTA
Nella seconda metà degli anni ottanta un gruppo di ricercatori del Lawrence Livermore National Laboratory elaborò il Progetto VISTA, abbreviazione di Vehicle for Interplanetary Space Transport Applications. Si trattava di una versione ridotta del Progetto Dedalo ed era destinata all'esplorazione dei pianeti del sistema solare. L'astronave aveva la forma di un cono rovesciato, nella cui punta (che avrebbe costituito la parte posteriore del veicolo) sarebbero state posizionate la camera di combustione contenente deuterio e trizio e un sistema di specchi per riflettere i raggi laser. I laser avrebbero innescato le mini-esplosioni nucleari che avrebbero spinto l'astronave. Secondo i ricercatori, l'astronave avrebbe potuto raggiungere Marte in 60 giorni.

## Sistema Medusa
Il Sistema Medusa è stato proposto negli anni novanta dalla British Interplanetary Society dopo che sono emerse le difficoltà tecniche relative al Progetto Dedalo. In pratica è una via di mezzo tra il Progetto Orione e una vela solare. Davanti all'astronave sarebbe dispiegata una grande vela, attaccata con una serie di cavi; le cariche nucleari esploderebbero tra l'astronave e la vela, le onde d'urto colpirebbero la vela e trascinerebbero avanti l'astronave. A differenza del Progetto Orione, l'astronave partirebbe dall'orbita terrestre anziché decollare da terra. Rispetto al Progetto Orione, l'astronave sarebbe più efficiente e le piastre di schermatura potrebbero essere più leggere, dato che le esplosioni avverrebbero ad una maggiore distanza dall'astronave.

## Sistema di reazioni nucleari catalizzate dall'antimateria
A metà degli anni novanta una ricerca condotta dalla Pennsylvania State University ha sviluppato l'idea di usare l'antimateria per catalizzare le reazioni a catena di fissione nucleare di una quantità di combustibile inferiore alla massa critica; tali reazioni di fissione avrebbero poi innescato a loro volta delle reazioni di fusione nucleare, che avrebbero fornito l'energia per la propulsione dell'astronave. Il sistema è stato denominato ACMF , cioè Antimatter Catalyzed Micro Fission/Fusion. Come nel Progetto Dedalo, la spinta verrebbe fornita da mini-esplosioni ottenute dalla fusione nucleare, ma cambierebbe la modalità di generarle. Nel sistema ACMF, il combustibile nucleare sarebbe composto da sfere di deuterio e trizio mescolate con uranio. L'uranio verrebbe bombardato da un fascio di antiprotoni, che reagirebbero con i protoni dell'uranio; la conseguente annichilazione provocherebbe la reazione nucleare a catena tipica della fissione convenzionale, che innescherebbe a sua volta le reazioni di fusione nucleare del deuterio e del trizio. Anche un piccolo numero di antiprotoni può innescare la reazione nucleare dell'uranio, per cui sarebbe sufficiente una quantità di uranio molto inferiore alla massa critica richiesta per le reazioni di fissione convenzionali.
Con questo sistema sono state ipotizzati due tipi di missioni spaziali, una denominata ICAN-II e destinata ad esplorazioni del sistema solare, l'altra denominata AIM e destinata ad esplorazioni senza equipaggio umano da condurre oltre il sistema solare. L'AIM utilizzerebbe l'elio-3 al posto del trizio. Secondo i ricercatori, una missione verso Marte dell'ICAN-II richiederebbe circa 150 nanogrammi di antimateria, una quantità bassa ma costosissima.

## Progetto Mag Orion
Alla fine degli anni novanta il Progetto Orione fu ripreso e modernizzato dalla Andrews Space sotto il nome di Magnetic Orion, abbreviato in Mag Orion. In pratica, nella parte posteriore dell'astronave la piastra di spinta di Orion veniva sostituita da un campo magnetico, generato da un anello superconduttore del diametro di 2 km. Le cariche nucleari sarebbero esplose ad una distanza di 2 km dall'astronave, generando un plasma che avrebbe colpito il campo magnetico spingendo in avanti l'astronave. Per motivi di sicurezza, l'astronave sarebbe stata costruita in orbita attorno alla Terra. Il progetto fu abbandonato a causa di problemi tecnici di difficile soluzione, tra cui la realizzazione di un sistema di espulsione delle cariche nucleari ad alta frequenza e a lunga distanza e la costruzione nello spazio di un anello di 2 km.

### Mini Mag Orion
Nel 2000 il progetto Mag Orion è stato ripreso e modificato sotto la denominazione Miniature Magnetic Orion, abbreviato in Mini Mag Orion. In pratica, le cariche nucleari previste per Mag Orion verrebbero sostituite da capsule di materiale fissile come il curio e al posto dell'anello di 2 km vi sarebbero una serie di bobine disposte a formare un ugello magnetico del diametro di 5 metri. Un articolo sul progetto è stato pubblicato nel luglio 2003 sulla rivista Aerospace Engineering.